# ستشيلتيغهيم
ستشيلتيغهيم (بالفرنسية: Schiltigheim)‏ هي بلدية تقع في إقليم الراين الأسفل من منطقة ألزاس في شمال شرق فرنسا. تبلغ مساحة هذه المدينة 7.63 (كم²)، وترتفع عن سطح البحر 140 م، يبلغ عدد سكانها 31239 نسمة حسب إحصاء المعهد الوطني للإحصاء والدراسات الاقتصادية سنة 2009 م. وترأس Raphaël Nisand البلدية خلال فترة (2008 - 2014).

## أعلام
- غوستاف كلاين
- سارة والتر
- جوليان مارتينيلي
- كريستيان ارنست ستال
- بيار هوغو هربرت

## وصلات خارجية
- صفحة البلدية على موقع المعهد الوطني للإحصاء والدراسات الاقتصادية (بالفرنسية)